# Little Nicobar Island
Little Nicobar Island är en ö i Indien.   Den ligger i unionsterritoriet Andamanerna och Nikobarerna, i den sydöstra delen av landet, 2 900 km sydost om huvudstaden New Delhi. Arean är 159 kvadratkilometer.
Terrängen på Little Nicobar Island är lite kuperad. Öns högsta punkt är 417 meter över havet. Den sträcker sig 22,5 kilometer i nord-sydlig riktning, och 15,0 kilometer i öst-västlig riktning.